# Poolse parlementsverkiezingen 1952

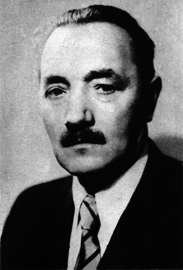
De leider van de communistische partij, Bolesław Bierut.

De Poolse parlementsverkiezingen van 1952 werden op 26 oktober van dat jaar gehouden. Als gevolg van het aannemen door de Sejm op 22 juli 1952 van een nieuwe grondwet ter vervanging van de zogenaamde "kleine grondwet" (een interim-constitutie) februari 1947, waarbij Polen een volksrepubliek was geworden, werden er nieuwe verkiezingen uitgeschreven. Het Nationaal Front (Front Narodowy), dat alle deelnemende partijen en organisaties bevatte, kreeg 99,8% van de stemmen. Dit betekende dat alle zetels in de Sejm in handen kwamen van het Nationaal Front, welke organisatie volledig gedomineerd werd door de communistische Poolse Verenigde Arbeiderspartij (PZPR).

## Uitslag
| Coalitie        | Stemmen | %       | Zetels    | Aantekening |
| --------------- | ------- | ------- | --------- | ----------- |
| Nationaal Front |         | 99,8%   | 425 / 425 | [ 2 ]       |
| Blanco          |         | 0,20%   | 0 / 425   |             |
| Totaal          |         | 100,00% | 425       |             |
| Bron: W.P.      |         |         |           |             |